# ダメンズ
ダメンズとは、「ダメ（駄目）」と「メンズ（男性）」の合成語であり、「ダメな男性」のことである。だめんず、ダメ男ともいう。
具体的には、すぐに浮気する、金遣いが荒い、暴力的になる、などの特徴を持つ。ただし、単なるトラブルメーカーというわけではなく何らかの魅力を持っていることも多く、ダメンズに惹かれる女性も少なくない。ダメンズとばかり付き合う女性のことをダメンズウォーカーという。

## 概要
ダメンズという用語は、倉田真由美の漫画『だめんず・うぉ〜か〜』が語源となっている。倉田は、1990年代後半の雑誌『MEN'S WALKER』にひっかけてダメンズという言葉を考案したという。
1,000人以上を取材してきた倉田は、ダメンズと向き合って分析を行うことは自分の恋愛観や人生観を知るきっかけになるとして、「恋愛に失敗した過去を振り返りたくない、嫌いな男のことなんて思い出したくない、という人も多いかもしれません。でも、過去の恋愛と向き合い、振り返りや分析を行えば、自分の人生にとって大切なことを知るきっかけになるんですよ。例えば、私は束縛が嫌だから、自由が一番大事なんだと気がついたのです。近年のコロナ騒動を経て、ますますその思いを強くしました。決して、だめんずと付き合った経験は無駄ではないんだよと、言いたいですね。その経験を生かして、幸せになればいいと思います」と述べている。
2000年代になってから登場した用語ではあるが、乱れた私生活ながら女性にモテた太宰治や、放縦不拘なイメージで知られる在原業平のような、歴史上の人物について言及されることもある。江戸時代中期頃には、ダメンズが描かれた浮世絵も人気を博したという。太田記念美術館主幹学芸員の赤木美智は、これを「単純にカッコいいだけではない、さまざまな男性像があらわれるところに、江戸文化の成熟が見えると思います」と評している。

## 特徴
ダメンズの特徴としては以下のものが挙げられている。
対人関係
- 浮気性
- モラハラを行う
- 怒りやすい・暴力を振るう
- 人のせいにする

金銭面
- 金遣いが荒い
- お金を借りがち
- 親に頼りがち
- ギャンブルをする

その他
- 仕事をしない
- 自信過剰
- 口だけで行動が伴わない
- ゲームばかりしている
- 現実逃避する

## 有識者の見解
- 精神科医の和田秀樹は、ダメンズについて、浮気をするということは「そこそこモテる男」ではあって、したがって女性が惹かれる「何か」を持っていると推察している[1]。また、ダメンズと付き合う女性は、ダメンズを「息子」のように感じていて、多少のヤンチャも「母親」として受け入れているのではないかと考察している。
- 僧侶の小池龍之介は、ダメンズはダメな自分を正当化するために崇高な哲学を語ると指摘している[16]。
- 同志社大学嘱託研究員の松並知子は、ダメンズの特徴を分析し、アメリカ精神医学会が定めた自己愛性パーソナリティ障害の「誇大タイプ」に該当すると考察している[17]。
- 社会心理学者の渋谷昌三は、ダメンズにハマってしまう女性の特徴を2つ挙げている[6]。「ダメな私にはダメな彼がふさわしい」と考える「自己評価が非常に低い女性」と、「私が面倒を見てあげなければ」と考える「助けたい症候群の優秀な女性」である。
- 心理学者の浮谷秀一は、ダメンズにつかまる女性の共通点について、頑張り屋さんで、負けず嫌いで責任感も強く、困っている人を放っておけない性格だと述べている[2]。
- 社会学者の伊田広行は、自分と他者・集団の区別が不明確な「プレ自立」段階にある人は共依存関係に陥りやすく、ダメンズになったりダメンズに惹きつけられたりしやすいと述べている[18]。

## 関連制作物
書籍
- 『だめんず・うぉ〜か〜』（倉田真由美）
- 『だめんず症候群』（倉田真由美）
- 『「モテない人」と「仕事がない人」の習慣 - ダメ男、38のエピソード -』（ヒロシ）
- 『深夜のダメ恋図鑑』（尾崎衣良）
- 『駄犬道中おかげ参り』（土橋章宏）

映画
- 『もっと超越した所へ。』（根本宗子、2022年）
- 『ダメ男に復讐する方法』（ニック・カサヴェテス、2014年）
- 『WIN WIN ダメ男とダメ少年の最高の日々』（トム・マッカーシー、2011年）
- 『ザッツ★マジックアワー ダメ男ハワードのステキな人生』（ショーン・マッギンリー、2008年）